# Oerlibellen
De oerlibellen (Anisozygoptera) vormen een kleine onderorde of infraorde van de libellen (Odonata). De groep werd voor het eerst wetenschappelijk beschreven door Anton Handlirsch in 1906. Oorspronkelijk werd de wetenschappelijke naam Epiophlebioptera gebruikt. 
De groep wordt vertegenwoordigd door slechts één familie met één geslacht en vier beschreven soorten die voorkomen in delen van Azië. Éen soort werd ontdekt in Nepal (later ook in India en Bhutan) en een in Japan. Recent werden ook twee soorten beschreven uit China, waarvan de status van soort echter door andere auteurs wordt betwijfeld vanwege het beperkte materiaal en de beperkte genetische variatie tussen de soorten. Van fossiele vondsten zijn negen andere families bekend die tot de oerlibellen worden gerekend. 
De oerlibellen werden lang als een aparte onderorde van de orde Odonata geclassificeerd, naast de juffers en de echte libellen. Volgens bepaalde nieuwe inzichten vormen de oerlibellen een infraorde naast de zustergroep echte libellen (Anisoptera). Ze krijgen daarin beide een gelijke status binnen de onderorde Epiprocta. De zustergroep van deze onderorde is de onderorde juffers (Zygoptera). 
Een grote groep auteurs houdt het echter op de "oude" status van onderorde, waarbij wordt opgemerkt dat deze groep mogelijk niet monofyletisch is als daarin alle fossiele soorten zijn opgenomen zoals dat nu gebruikelijk is.
Toen de eerste oerlibel werd ontdekt was dat een sensatie voor de odonatologen, vanwege een lichaamsbouw als een ongelijkvleugelige met de vleugels van een gelijkvleugelige. Een dergelijke bouw was slechts van uitgestorven takken van de libellen bekend.

## Taxonomie
- Familie: Epiophlebiidae
  - Geslacht: Epiophlebia
    - Soort: Epiophlebia diana uit het zuiden van China
    - Soort: Epiophlebia laidlawi uit Nepal, India en Bhutan
    - Soort: Epiophlebia superstes uit Japan
    - Soort: Epiophlebia sinensis uit de provincie Heilongjiang in het noordoosten van China